# جوزيف فرانز
جوزيف فرانز (بالإنجليزية: Joseph Franz)‏ هو مخرج أمريكي، ولد في 12 أكتوبر 1883 في أوتيكا في الولايات المتحدة، وتوفي في 9 سبتمبر 1970 في لوس أنجلوس في الولايات المتحدة.

## وصلات خارجية
- جوزيف فرانز على موقع IMDb (الإنجليزية)
- جوزيف فرانز على موقع قاعدة بيانات الفيلم (الإنجليزية)